# White Dwarf (Zeitschrift)
White Dwarf (englisch für ‚Weißer Zwerg‘) ist eine von Games Workshop herausgegebene Hobbyzeitschrift, die sich an Spieler der hauseigenen Tabletopspiele richtet. Das Magazin des britischen Unternehmens wurde 1977 gegründet und erschien zunächst in englischer Sprache, seit 1994 auch auf Deutsch mit einer monatlichen Auflage von etwa 25.000 Exemplaren. Von Januar 2014 bis August 2016 erschien der White Dwarf wöchentlich und wurde durch das monatliche Magazin Warhammer Visions begleitet.

## Geschichte
Steve Jackson und Ian Livingstone, die Gründer des Unternehmens Games Workshop, produzierten ab Februar 1975 das Infoblatt Owl and Weasel. Nach 25 Ausgaben entwickelte sich daraus der White Dwarf.
Die Erstausgabe der Zeitschrift erschien in England im Juni 1977 mit einer Auflage von 4000 Exemplaren. Damals lag der Schwerpunkt der Zeitschrift noch auf Pen-&-Paper-Rollenspielen, wie dem damals von Games Workshop lizenzierten Dungeons and Dragons. Die Aufmachung des White Dwarf war noch recht schlicht: Das Heft bestand anfangs aus 32 Seiten und war komplett schwarz-weiß. Laut Ian Livingstone wurde der Name der Zeitschrift bewusst gewählt, da er sowohl auf Fantasy (siehe Zwerge), als auch Science Fiction (siehe Weißer Zwerg) verweisen kann.
Ab Ausgabe 7 (Juni 1978) erschien der White Dwarf erstmals mit mehrfarbigen Titelseiten, ab Ausgabe 32 (August 1982) in monatlicher Erscheinungsweise. Anfangs behandelte der White Dwarf noch zahlreiche Rollenspiele verschiedener Hersteller. Doch im Laufe der Zeit wurde das Magazin zur reinen Hauszeitschrift von Games Workshop und Citadel Miniatures, vor allem mit dem Erfolg der eigenen Tabletop-Systeme Warhammer Fantasy (ab 1983) und Warhammer 40,000 (ab 1987). Aus diesem Grund bezeichnet sich die Zeitschrift heute als „Games Workshop Hobbymagazin“.
Die erste deutschsprachige Ausgabe des White Dwarf wurde im Dezember 1994 mit einem Umfang von 64 Seiten veröffentlicht. Diese zunächst zweimonatlich erscheinende deutsche Fassung bestand nur aus Übersetzungen der englischen Ausgaben. Der Umfang des Heftes steigerte sich rasch und ab Ausgabe 14 erschien auch die deutsche Fassung monatlich. Im Laufe der Zeit erhielt die deutsche Fassung auch eine eigene deutsche Redaktion mit Sitz in Düsseldorf, was zahlreiche eigene Berichte, auch auf Deutschland, Österreich und die Schweiz bezogen, zur Folge hatte. Die 100. Ausgabe des „deutschen“ White Dwarf erschien schließlich im April 2004. Inzwischen, nach 160 Ausgaben (April 2009), besteht diese Ausgabe wieder fast ausschließlich aus Übersetzungen aus dem englischen Original. Der eigene, deutsche redaktionelle Anteil wurde ab 2006 wieder größtenteils aufgegeben. Im August 2012 wurde die 200. Ausgabe veröffentlicht.

## Inhalte
Berichtet wird hauptsächlich über Produkte und Regelerweiterungen zu Warhammer Age of Sigmar, Warhammer 40,000 und dem Herr-der-Ringe-Tabletop-Spiel. Auch Nebensystemen wie Raumflotte Gothic, Gorkamorka, Mortheim oder Bloodbowl wird oder wurde Platz beigemessen. Zusätzlich gibt es Spielberichte, Bastel- und Malanleitungen für Miniaturen oder Gelände. Ein weiteres Feld sind Hintergrundinformationen (Warhammer Chroniken) über die Völker der Spielwelt sowie Kurzgeschichten. Meist sind einzelne Ausgaben einem bestimmten Volk oder System gewidmet und enthalten Berichte und Artikel mit diesem Schwerpunkt. In unregelmäßigen Abständen, oft zum Start einer neuen Edition oder eines neuen Systems, liegen dem Magazin auch Zugaben wie Plastik- oder Zinnminiaturen, Pappgebäude, Aufkleber oder Poster bei.
Fester Bestandteil des Magazins sind auch die Mail Order-Seiten, über die man Kontakt zu den „Mail Order Trollen“ aufnehmen kann, um Modelle oder Einzelteile zu erwerben, sowie Händlerlisten. Auch findet sich in jedem Heft ein Eventkalender.

## Kritik
Aufgrund der rigiden Abgrenzungspolitik zu anderen Tabletop-Spielen geraten Games Workshop und der White Dwarf teilweise in Kritik. Die Publikation behandelt ausschließlich Produkte, die von Games Workshop vertrieben werden, oder berichtet über die aktuellen Vorgänge in diesem Unternehmen. Bei Berichten über Messen oder Ausstellungen finden nur Nachrichten über Games Workshop Erwähnung. Kritik erntet das Magazin auch bezüglich eines von vielen Spielern und Lesern empfundenen Stilwechsels, der weniger auf eine ambitionierte und liebevolle Berichterstattung über das Hobby abzielt, sondern vielmehr auf reine Vermarktung und Werbung.
So schreibt auch der Redakteur Martin Ellermeier im unregelmäßig erscheinenden deutschen Tabletop-Magazin Tabletop Insider, bei Games Workshop herrsche inzwischen „Firmenpolitik und Geschäft, statt Hobbyfaszination“.